# Oncotheca
Oncotheca, maleni rod od dvije vrste dvosupnica smješten u vlastitu porodicu Oncothecaceae, dio reda Icacinales. Obje vrste endemi su na Novoj Kaledoniji

## Vrste
1. Oncotheca balansae Baill.
2. Oncotheca humboldtiana (Guillaumin) Morat & Veillon